# Bataille de la Pease River
Guerres indiennes
La bataille de la Pease River est l'attaque en décembre 1860 d'un camp de Comanches près de la Pease River, au Texas, par des Texas Rangers menés par le capitaine Lawrence Sullivan Ross.
L'affrontement est principalement connu comme l'action au cours de laquelle Cynthia Ann Parker fut « délivrée » des Comanches qui l'avaient capturée 24 ans auparavant. Adoptée par la tribu, elle avait épousé le chef Peta Nocona (en) et eut trois enfants dont Quanah Parker. Elle ne se fit jamais à son retour parmi les Blancs et tenta plusieurs fois de retourner chez les Comanches.